# Charles Brunier
Pour les articles homonymes, voir Brunier.
 (juillet 2013).
Si vous disposez d'ouvrages ou d'articles de référence ou si vous connaissez des sites web de qualité traitant du thème abordé ici, merci de compléter l'article en donnant les références utiles à sa vérifiabilité et en les liant à la section « Notes et références ».
Charles Armand Brunier est un aventurier et soldat français, né le 31 mai 1901 à Paris 16e, et mort le 26 janvier 2007 à Cormeilles-en-Parisis (Val-d'Oise) à l'âge de 105 ans.

## Biographie
Combattant de la Première Guerre mondiale en Syrie, ce qui lui vaudra d'être décoré de la croix de guerre, Charles Brunier est condamné le 17 juillet 1923 par la cour d'assises de l'Yonne aux travaux forcés à perpétuité pour le meurtre d'un souteneur, et envoyé au Bagne de la Guyane française situé sur l'Île du Diable.
Il s'en évadera à plusieurs reprises : en 1925, 1926 et 1928. Sa troisième escapade le ramenant à l'Île du Diable, il y rencontre Henri Charrière avec qui il tentera une nouvelle évasion en 1936.
Enfin, sa dernière évasion en 1939 l'amènera au Mexique. C'est là que dans une taverne, il entend en juin 1940 l'appel du général de Gaulle. Il s'engage alors dans les Forces françaises libres, d'abord en tant que pilote au sein du « Commando Mexique », où il est chargé de repérer les sous-marins allemands dans la mer des Caraïbes. Plus tard, il rejoint les troupes du général Leclerc dans sa campagne d'Afrique. Décoré personnellement par le général de Gaulle, il termine la guerre avec le grade d'adjudant-chef. À la fin du conflit, il est renvoyé au bagne dont il ne sortira qu'en 1948, bénéficiant d'une grâce pour « conduite émérite au cours des hostilités ».
En 1993, il est accueilli dans la maison de retraite de Domont.

### Papillon
Charles Brunier a fait la une de l'actualité en 2005 en déclarant que le livre Papillon, écrit par Henri Charrière et adapté au cinéma sous le même titre en 1973, était le récit de ses propres aventures et non celles de Charrière. S'il est maintenant certain que le récit d'Henri Charrière n'est pas autobiographique, il semble que cet ouvrage soit un amalgame de récits de plusieurs bagnards, que l'auteur a ramenés à la première personne du singulier. À l'actif de Charles Brunier, il existe de fortes similitudes entre le personnage de « Papillon » et l'ancien des FFL, comme son tatouage et son pouce atrophié.

### Contradiction sur le personnage et les faits énoncés
Charles Brunier affirme s'être engagé dans la marine à l'âge de 17 ans, et avoir participé à la campagne de Syrie sans en donner plus de précision sur les années, où il aurait sauvé un officier avant d'être blessé. Pour autant, nous ne trouvons pas d'engagement des forces navales lors de la campagne du Levant.
Sa condamnation au bagne en 1923, est parfois précisée pour le meurtre d'un souteneur, mais parfois pour celui d'une vieille dame.
Après sa troisième évasion de Cayenne, il affirme avoir entendu l'appel du général de Gaulle (18 juin 1940), dans une taverne, alors qu'il a réussi à rejoindre le Mexique. Il est pourtant fort peu probable qu'un poste de TSF assez puissant pour capter la BBC ait pu être en place dans une taverne mexicaine.
Il affirme ensuite avoir rejoint les Forces françaises libres, alors qu'il se trouve toujours au Mexique, pays neutre et sans aucun bureau de recrutement de ce type. Il est ensuite mentionné qu'il devient « pilote de chasse », sans pour autant que l'on sache quand a t-il passé son brevet de pilote, au sein du « Commando Mexique », dont aucune documentation historique ne fait écho. Pilote de recherche de sous-marins allemands (ce qui n'a rien à voir avec la spécialité de pilote de chasse), il aurait opéré dans la mer des Caraïbes, alors que les seuls pilotes français pouvant encore se battre le faisaient en Angleterre, puisque les États-Unis n'étaient pas encore engagés dans le conflit. Et en Angleterre, les seuls appareils capables de rechercher les U-Boote ennemis étaient ceux du Costal Command, mais qui ne pouvaient pas s'aventurer aussi loin dans l'Atlantique.
Étrangement, en tant qu'aviateur, il aurait ensuite rejoint les troupes du général Leclerc, dans une division blindée. Mais à quel titre et à quel poste ?
Il affirme avoir participé à des combats au Tchad, en Mauritanie, au Sénégal et au Congo, avant d'être décoré d'une seconde croix de guerre à Brazzaville et par Charles de Gaulle lui-même. Mais pour quel acte de bravoure ? Il n'en n'est fait mention nulle part, alors que la 2e DB de Leclerc n'a pas effectué de périple dans les pays cités, hormis le Tchad, pas plus qu'elle n'a participé au débarquement en Italie, événement que Charles Brunier affirme également avoir vécu.
Enfin, il attend étrangement 2005, soit 32 ans après la sortie du film Papillon, pour revendiquer en être l'inspirateur.
En fait, très étrangement, Charles Brunier affirme le plus souvent avoir participé à des faits très éloignés géographiquement (campagne de Syrie, Mexique, mer des Caraïbes, Afrique…), certainement de manière que la vérité soit très difficile à retrouver.

## Distinctions
- Croix de guerre 1914–1918
- Croix de guerre 1939–1945